# Múm
múm är en isländsk experimentell musikgrupp med mycket inslag av elektronisk musik. Gruppen bildades år 1997.
múm bildades av Gunnar Örn Tynes, Örvar Þóreyjarson Smárason och tvillingarna Gyða och Kristín Anna Valtýsdóttir. Gruppen träffades under ett läger för barn. Gyða lämnade musikgruppen år 2002 för att fortsätta sina studier i Reykjavik.
Kvinnorna i bandet, Gyða och Kristín Anna Valtýsdóttir finns med på bild på Belle & Sebastians omslag till skivan Fold Your Hands Child, You Walk Like a Peasant.
Kristín Anna lämnade gruppen under början av 2006, även om det inte bekräftades förrän under slutet av året.

## Diskografi

### Album
- 2000 – Yesterday Was Dramatic - Today Is Ok
- 2001 – Please Smile My Noise Bleed
- 2001 – Blái hnötturinn - Soundtrack till pjäs av Andri Snær Magnason. Intäkterna gick till Röda korset. Ingen officiell release gjordes.
- 2001 – Remixed
- 2002 – Finally We Are No One
- 2002 – Loksins erum við engin — isländsk version av Finally We Are No One
- 2004 – Summer Make Good
- 2007 – Go Go Smear the Poison Ivy
- 2009 – Sing Along To Songs You Don't Know

### Singlar och EP
- 2000 – The Ballad of the Broken Birdie Records
- 2002 – Green Grass of Tunnel
- 2004 – Nightly Cares
- 2004 – Dusk Log
- 2006 – The Peel Session